# Quadro riportato

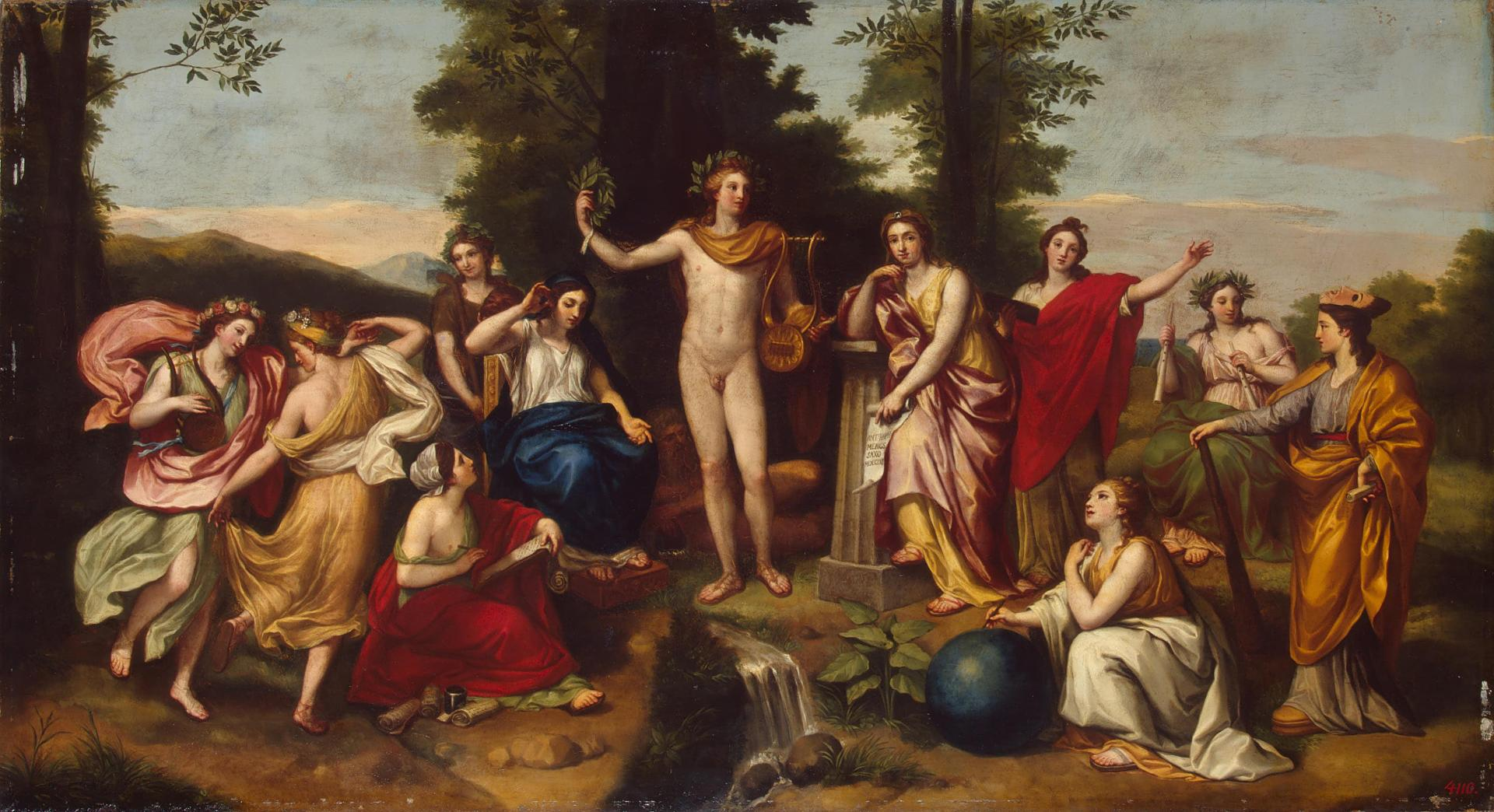
Anton Raphael Mengs – Parnassus, Villa Albani w Rzymie

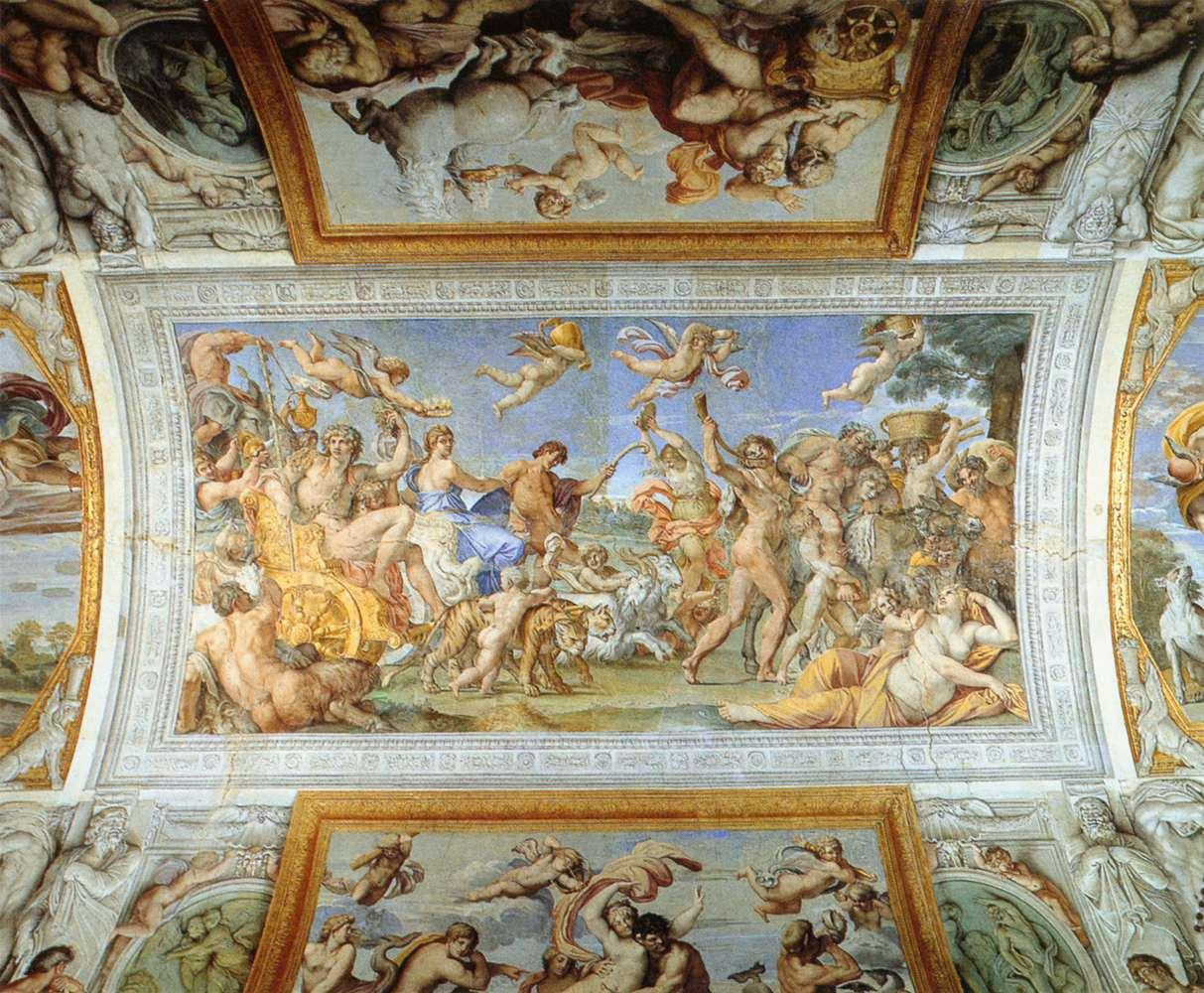
Annibale Carracci – Triumf Bachusa i Ariadyny, Pałac Farnese

Quadro riportato (l.mn. quadri riportati) – termin stosowany w sztuce, opisujący freski ujęte w architektoniczne ramy.
Freski te były malowane bez iluzjonistycznego skrótu, by przypominały obrazy z normalną perspektywą. Sufit miał sprawiać wrażenie, jakby umieszczono na nim obrazy sztalugowe w ramie. 
Znanym przykładem jest Parnassus (1761) Antona Raphaela Mengsa w Villi Albani (obecnie Villa Torlonia) w Rzymie. Był to rodzaj neoklasycznego manifestu przeciwko barokowemu iluzjonizmowi.
Często jednak quadri riportati były łączone z elementami iluzjonistycznymi, jak freski sufitowe Annibala Carracciego w Pałacu Farnese w Rzymie.